# Roberto Azevêdo (ator)
Roberto Azevêdo (Piracicaba, 29 de março de 1951 - São Paulo, 30 de abril de 1988) foi um ator e comediante brasileiro.

## Biografia
Paulista, Roberto Azevêdo começou no teatro na década de 1960, estreando na televisão em 1972 no elenco jovem da novela Eu e a Moto, da Rede Record.
Ao longo de 20 anos de carreira como ator e comediante, fez 29 peças de teatro e, na televisão, participando de programas humorísticos como Planeta dos Homens e Viva o Gordo, consagrou-se como "escada" - o personagem que proporciona o clima para o surgimento das piadas. Fez ainda mais três novelas: Jogo da Vida e Elas por Elas na Rede Globo; e Razão de Viver, no SBT.
No cinema, atuou em apenas dois filmes: A Noiva da Cidade, em 1978; e Vamos Cantar Disco Baby, em 1979.
Faleceu em 30 de abril de 1988 no Hospital Emílio Ribas, na capital paulista, por complicações decorrentes da AIDS. À altura da sua morte, passou a integrar ao elenco de humoristas do SBT e protagonizava a comédia teatral O Feitiço, de Oduvaldo Vianna Filho.

## Televisão[1]
- 1972/1973 - Eu e a Moto
- 1973/1975 - Chico City - Vários Personagens
- 1974 - O Espigão - Dr. Manoel Médico que confirma que Lauro é estéril
- 1976/1980 - Planeta dos Homens - Vários Personagens, como Charles[3][4]
- 1981/1982 - Jogo da Vida - Zelito Bonaiutti[3][4][5][6]
- 1982 - Elas por Elas - Amoroso[3]
- 1982 - Estúdio A...Gildo - Vários Personagens
- 1983 - Razão de Viver - Lauro
- 1983- Alegria 81
- 1984/1987 - Viva o Gordo - Vários Personagens[3]

## Cinema[1]
- 1978 - A Noiva da Cidade - Maneco[7]
- 1979 - Vamos Cantar Disco Baby - Tufik[8]